# Relaciones Bolivia-El Salvador

Las relaciones entre Bolivia-El Salvador se refiere a la relaciones exteriores existentes entre el Estado Plurinacional de Bolivia y la Républica de El Salvador. Las relaciones entre ambos países se establecieron en el año 2015, durante las presidencias de Evo Morales Ayma y Salvador Sánchez Cerén respectivamente. 

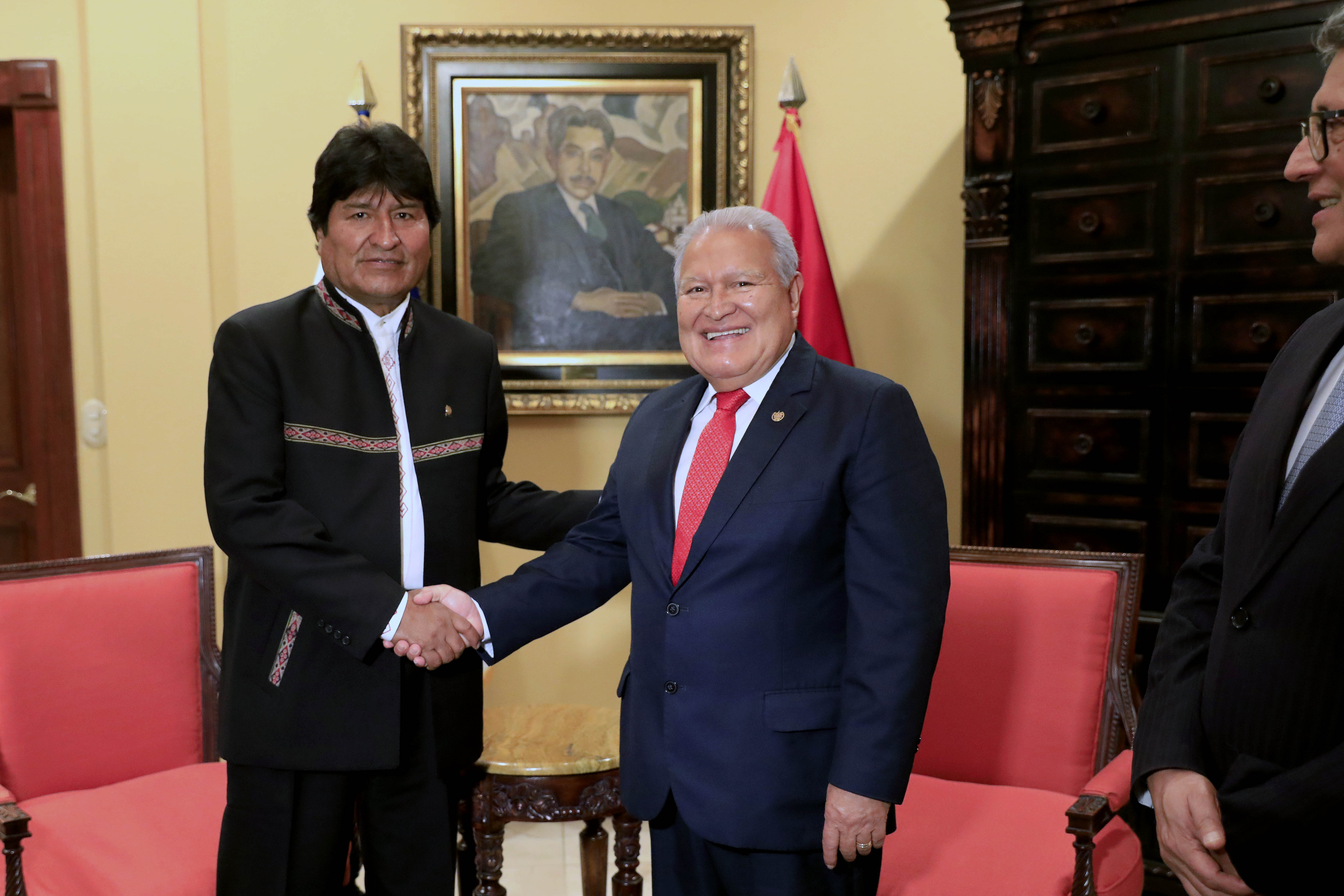
ExPresidente de El Salvador Salvador Sánchez Ceren, recibe al Expresidente de Bolivia Evo Morales